# Apollinaris Patera
L'Apollinaris Patera è un vulcano a scudo sulla superficie di Marte. È situato nell'emisfero sud del pianeta, vicino all'equatore, a sud-est del vulcano a scudo Elysium Mons in Elysium Planitia, e a nord del cratere Gusev.
L'Apollinaris Patera è alto circa 5 chilometri, con una base di 296 km di diametro ed un cratere dai bordi irregolari, che si formò probabilmente a causa di una eruzione esplosiva o piroclastica, di circa 85 km.
Il vulcano ha approssimativamente un'età di 3 miliardi di anni, o forse un'età anteriore di circa 3,5 miliardi di anni.
Il vulcano fu chiamato così nel 1973, dal nome di una sorgente di montagna nei pressi di Roma.

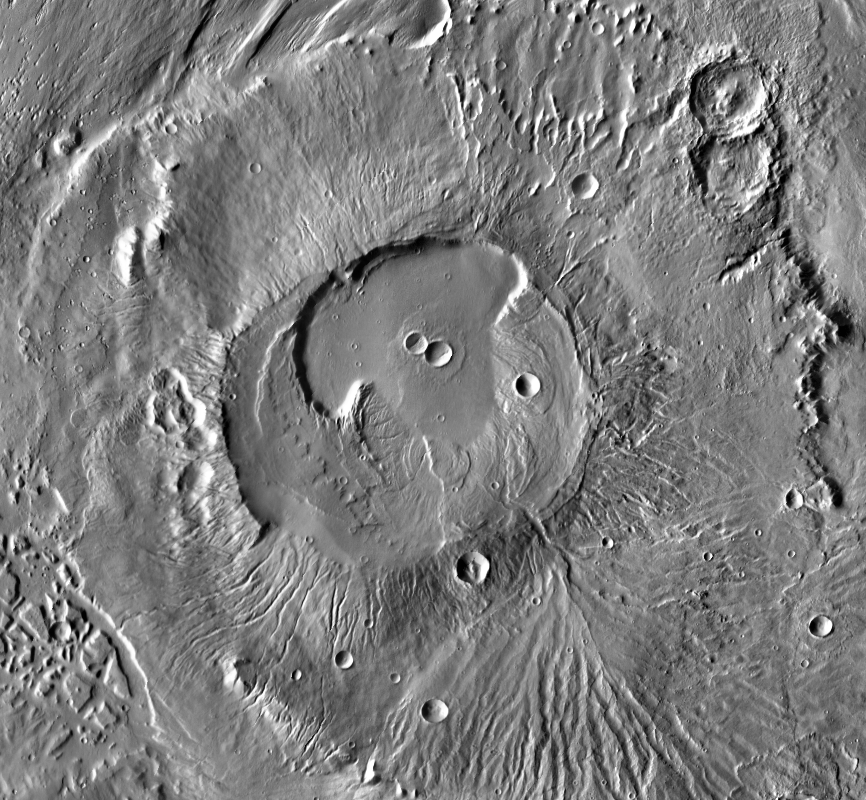
Apollinaris Patera.